# Nakahara Kosuke
Kosuke Nakahara (sinh ngày 17 tháng 3 năm 1987) là một cầu thủ bóng đá người Nhật Bản.

## Sự nghiệp câu lạc bộ
Kosuke Nakahara đã từng chơi cho JEF United Chiba và Kamatamare Sanuki.